# 傻呼嚕同盟
傻呼嚕同盟是台灣動漫畫評論團體，成立於1997年10月16日，主要成員有召集人Jo-Jo與最初成員AIplus、談璞（tp）、ZERO等，名稱源自《機動武鬥傳G GUNDAM》中的「撒夫尔同盟」的日語音譯。二十多名成員中，有四分之三是碩士或博士，有十多人在大學任教。该团体致力推广ACG文化，創立至今，出版過許多動漫畫評論作品，亦在各媒體發表動漫畫評論。此外參與演講，協辦部份的動漫畫相關展覽。2011年於東海大學開設通識教育課程「御宅學」，課程以ACG文化為主題，亦介绍宅經濟、ACG模型，引逾百名學生选修。

## 团队所为
1995
《無名的書》發行
1997
國立台灣大學對面某家咖啡廳（已倒閉）中，「傻呼嚕同盟」結成
2000
自力出版《動漫2000》
2001
出版《動漫2000》（藍鯨版）、《動漫2001》、《漫畫同盟報》
2002
出版《遊戲線上》、《漫漫畫人間》（同盟發行、任正華作畫）
2003
出版《因動漫畫而偉大》、《少女魔鏡的世界》
《漫漫畫人間》獲金鼎獎
應邀主講行動漫畫系列演講活動
2004
協助電影公司完成《神選者》企畫與劇本，獲行政院新聞局輔導金新台幣一千萬元
協助電影《哥吉拉 東京SOS》宣傳
《少女魔鏡的世界》獲金鼎獎提名
舉辦「好孩子的超級英雄教室！」、「從過去到未來-動漫大事紀」等校園巡迴演講
2005
企畫《COSPLAY‧同人誌之秘密花園 》活動
協助動畫電影《蒸氣男孩》宣傳
舉辦「從『阿基拉』到『蒸氣男孩』看日本動畫」座談
舉辦「從阿基拉到Steam Boy—談暴力美學動畫大師大友克洋」校園巡迴演講
淡江大學演講活動「動畫的獨立製作」
受電影資料館之邀，協助2005台灣國際動畫影展宣傳，舉辦「動畫影展之前進校園」巡迴演講「虛擬與真實的介面—押井守的世界」
應大同高中動漫社邀請，於北市圖總館進行「從阿基拉到Steam Boy－談動畫大師大友克洋」演講
協助電影「哥吉拉：最後戰役」宣傳活動
應曼迪傳播邀請，於漫畫博覽會期間在世貿二館攤位舉辦「不要傻傻看動畫」演講活動
Jo-Jo受邀主持「2005陰陽師千年大祭」活動發表會
成大動畫展系列演講活動「虛擬與真實的介面—押井守的世界」
NANA特別企劃，Jackson Hole 進駐開拓動漫季
校園巡迴演講「Touch NANA的美麗新世界」
校園巡迴演講「空想不科學，科學要空想」
應東海大學物理系邀請，參與於台中國立自然科學博物館舉行的「東海大學物理系科普講座2005-電影物理學」演講活動
受邀至明道管理學院談「從日本動漫畫發展看青少年次文化」
校園巡迴演講「追殺同盟之愛的大逃殺」
2006
出版《動漫2006‧日本動畫五天王》
擔任國際書展動漫館策展人
Jo-Jo受邀主持「夢枕貘來台座談簽書會」
協助小說「大逃殺」宣傳活動
舉辦「殘酷青春筆記-追殺同盟之愛的大逃殺」演講
舉辦「新世紀少年忍者群像」演講活動
受北市圖中崙分館邀請，進行演講活動「動漫畫裡看魔幻世界」
協助電影「戀之門」宣傳活動
舉辦「日本電影中的愛情元素」演講
應交大應用藝術研究所教授邀請，介紹「從日本動畫發展史談商業運用」
舉辦「認識日本電影從漫畫開始」演講
應高雄師範大學美術系學會之邀，舉辦「從阿基拉到Steam Boy—談動畫大師大友克洋」講座
受東海大學物理系邀請，舉辦「物入奇途的探險之旅2006-玩樂學物理」演講
協助電影《功夫棒球》宣傳活動
舉辦「這就是逆境！」演講
漫博會期間，於曼迪傳播舉辦「我愛蘿－愛蘿蔔（I, ROBO）」系列演講活動
2007
同盟中部演講～「超人也應該知道的物理學！」
國際書展《ACG啟萌書》 同盟簽書會
校園巡迴演講「萌萌懂懂ACG新潮流」！
應邀參加王文華的news98節目《世界一把抓》，和大家聊「萌」
【蜂蜜幸運草】戀愛專題講座主題：日本校園愛情故事進化史
應邀參加【動漫宇宙】系列講座
講座：從《光之美少女》看日本動漫魔女子作品
主持【動漫宇宙】 活動：機器人、推理、歌謠祭！
演講：「動漫畫專有名詞全攻略」
主持「動漫知識檢定考」
主持「御宅族、村上隆、極限引爆在台灣」座談會
演講：「『萌萌』懂懂御宅族文化」系列活動
演講：「終極版‧日本戰後動漫畫史」
2008
舉辦北美館動漫歌謠祭
應邀參加公共電視台節目《觀點360》之【外國人看日本漫畫？】單元
演講「國民們，一起來征服世界吧！」
主講：台北市立圖書館總館導讀—《跳躍吧！時空少女》
講座：「征服世界是有可能的嗎？」系列座談

## 爭議事蹟
2004年3月18日，傻呼嚕同盟於自家電子報《傻呼嚕亂報》第二十一期的文章《北爪宏幸的鋼彈魂》中刊登對日本漫畫家北爪宏幸的人身攻擊及不雅字句；後來傻呼嚕同盟發表道歉啟事，表示是編輯作業失誤、原始稿件控管失當所致，向北爪宏幸及多次與傻呼嚕同盟合作的台灣角川書店道歉。

## 成員
- Jo-Jo：傻呼嚕同盟召集人黃瀛洲，國立台灣科技大學建築系兼任助理教授，前元智大學企業管理系講師，石破天驚行銷公司執行長。[4][1]2014年9月19日至2014年12月18日主持中時電子報網路廣播節目《動漫有的沒的》[5]。2019年台灣動畫電影《重甲機神 Baryon》導演兼編劇。

- AIplus：東海大學應用物理系教授施奇廷。[1]

- ZERO：中原大學物理系教授許經夌。[1]

- 談璞（tp、王者之瘋）：國立台灣大學農業化學系、農業化學研究所畢業，上海中醫藥大學中醫學士；曾任淡江大學動畫暨漫畫研習社指導老師。[6]

- dasha：國立台灣海洋大學地質碩士。[7]

- nt：藝術碩士。[8]

## 同盟著作
1. 《無名的書》：智庫鯨工作室（傻呼嚕同盟前身）1995年初版（當時尚未有傻呼嚕同盟，不過作者有許多後來成為同盟的成員）
2. 《動漫2000》：英文書名為《Animation Comic 2000》，傻呼嚕同盟2000年1月初版，ISBN 957-97437-2-X；藍鯨出版2001年1月初版，ISBN 957-744-466-0
3. 《動漫2001》：英文書名為《Animation Comic 2001》，藍鯨出版2001年1月初版，ISBN 957-744-467-9
4. 《漫畫同盟報1》：藍鯨出版2001年11月初版，ISBN 957-97781-9-1
5. 《漫畫同盟報2》：藍鯨出版2001年11月初版，ISBN 986-7964-00-4
6. 《遊戲線上：漫談線上遊戲獨特迷人的世界》：藍鯨出版2002年2月初版，ISBN 986-7964-08-X
7. 《第三次衝擊》：英文書名為《The Third Impact》，傻呼嚕同盟2002年10月初版
8. 《因動漫畫而偉大》：大塊文化2003年7月30日初版，ISBN 986-7600-03-7
9. 《少女魔鏡中的世界》：大塊文化2003年8月初版一刷，ISBN 986-7600-01-0（獲金鼎獎提名）
10. 《COSPLAY、同人誌之祕密花園》：大塊文化2005年5月5日初版，ISBN 986-7600-45-2
11. 《日本動畫五天王：你所不知道的五大導演出道背景、創作心境及軼聞趣事》：大塊文化2006年2月初版一刷，ISBN 986-7291-91-3
12. 《ACG啟萌書：萌系完全攻略》：木馬文化2007年1月初版，ISBN 978-986-6973-13-0（以「傻呼嚕同萌」名義發表）
13. 《侵略地球大百科》：時報文化2008年5月5日初版，係《征服世界是可能的嗎？》初版特典
14. 《Dead or Alive：台灣阿宅啟示錄》：時報文化2009年8月27日初版，係《阿宅，你已經死了！》附贈別冊
15. 《御宅學：影響人類科技、創意、經濟，改變世界的新興文化潮流！》：平裝本出版2013年3月初版一刷，ISBN 978-957-803-860-8

## 同盟譯作
1. 柳田理科雄 著，談璞（tp） 譯，《空想科學讀本》系列
2. 岡田司夫 著，談璞（tp） 譯，《征服世界是可能的嗎？》，時報文化2008年5月5日初版，ISBN 978-957-13-4832-2（初版特典：傻呼嚕同盟執筆《侵略地球大百科》）
3. 岡田司夫 著，談璞（tp） 譯，《阿宅，你已經死了！》，時報文化2009年8月27日初版，ISBN 978-957-13-5065-3（附贈別冊：傻呼嚕同盟執筆《Dead or Alive：台灣阿宅啟示錄》）

## 同盟出版
1. 任正華作，《漫漫畫人間：任正華短篇作品集》，傻呼嚕同盟與香林堂文化2002年8月發行（獲得2003年金鼎獎）
2. 任正華編繪，《我要畫漫畫 基礎篇》，傻呼嚕同盟2003年6月3日發行
3. 《夢幻》：英文書名為《Dreaming》，台灣同人雜誌，傻呼嚕同盟不定期發行

## 同盟審訂
1. 保羅·葛拉維（英语：Paul Gravett）著，連惠幸、黃君慧、鄒頌華、徐慶雯譯，傻呼嚕同盟審訂，《日本漫畫60年（英语：Manga: Sixty Years of Japanese Comics）》，西遊記文化2006年7月初版，ISBN 9868175135
2. 宮脇修一、工藤健志、浅井俊裕、山本直樹、森川嘉一郎、松本教仁著，劉子倩、西澤三紀、韓伯龍譯，傻呼嚕同盟審訂，《欲望與消費：海洋堂與御宅族文化》，台北市立美術館2007年11月1日初版，ISBN 9789860115505
3. 東浩紀著，褚炫初譯，傻呼嚕同盟審訂，《動物化的後現代：御宅族如何影響日本社會》，大藝出版2012年7月4日初版，ISBN 9789868676466

## 外部連結
- 傻呼嚕同盟
- 傻呼嚕同盟 Facebook （页面存档备份，存于）

## 資料來源
1. 1 2 3 4 5  陳怡靜、蘇孟娟. . 自由時報. 2011年10月12日: A5  [2011-10-14]. （原始内容存档于2011年10月13日） （中文（臺灣））.
2. ↑    1. qbookstore. . 永漢國際書局. 2008年11月10日  [2011-10-14] （中文（臺灣））.
3. ↑  Jo-Jo. . 傻呼嚕同盟. 2004年3月26日  [2011-10-14]. （原始内容存档于2005年12月16日） （中文（臺灣））.
4. ↑  黃瀛洲.  (PDF). 工業技術與資訊月刊 (工業技術研究院). 2009年1月, (207): 4  [2011-10-14]. （原始内容存档 (PDF)于2014-10-23）.
5. ↑  .   [2014-10-08]. （原始内容存档于2018-10-11）.
6. ↑  岡田斗司夫. . 台灣: 時報文化. 2008年5月5日: 封底裡譯者介紹  [2011-10-14]. ISBN 9789571348322. （原始内容存档于2020-04-03） （中文（臺灣））.
7. ↑  傻呼嚕同盟. . 台灣: 木馬文化. 2007年1月: 封面裡作者介紹  [2011-10-16]. ISBN 978-986-6973-13-0. （原始内容存档于2010-03-28） （中文（臺灣））.
8. ↑    1. 鄭雅琪. . 博客來.   [2013-03-19]. （原始内容存档于2014-10-13） （中文（臺灣））.